# Scuola dei frutarioli

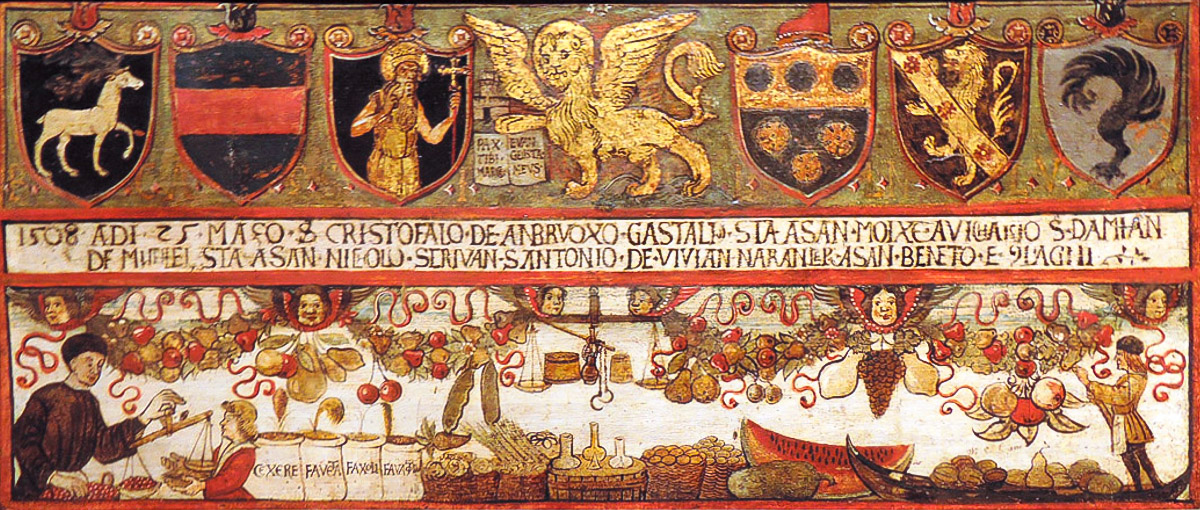
Insegna dell'arte dei Frutarioli, 1508, olio su tavola, 44,5 x 103,5 cm, Venezia, Museo Correr

La Scuola dell'arte dei Frutarioli sotto l'invocazione di san Giosafat era l'organizzazione in cui, dal 1423 al 1807, si riunivano i fruttivendoli di Venezia. Era articolata in tre colonnelli:  i frutarioli (venditori di sola frutta), gli erbarioli (venditori di ortaggi) e i naranzeri (venditori di agrumi e melagrane).

## Storia
Le tre arti preesistevano almeno dal XIV secolo, ma se ne hanno scarse informazioni precedenti alla presentazione della prima loro richiesta al Consiglio dei Dieci di istituire una scuola per il proprio mestiere nel 1414. La sede prospettata era in contrada San Paternian oppure Santa Maria Formosa, doveva essere organizzata e governata secondo le consuetudini delle altre scuole e aperta all'iscrizione di tutti i frutarioli. La richiesta fu accettata il 6 giugno 1414 ma subito revocata il 26 giugno a seguito delle proteste dei più poveri che contestavano la gravezza per l'iscrizione di tre ducati per ogni bancarella. Con un atto del 27 settembre 1419 di nuovo non veniva consentita l'istituzione della scuola di San Giosafat, questa volta a Santa Maria Formosa, sebbene avessero promesso di aprirla senza pagamenti «nisi solum illud quod ipsi sponte solvere volent per luminaria» (se non quello che spontaneamente vogliano pagare per l'illuminazione dell'altare).

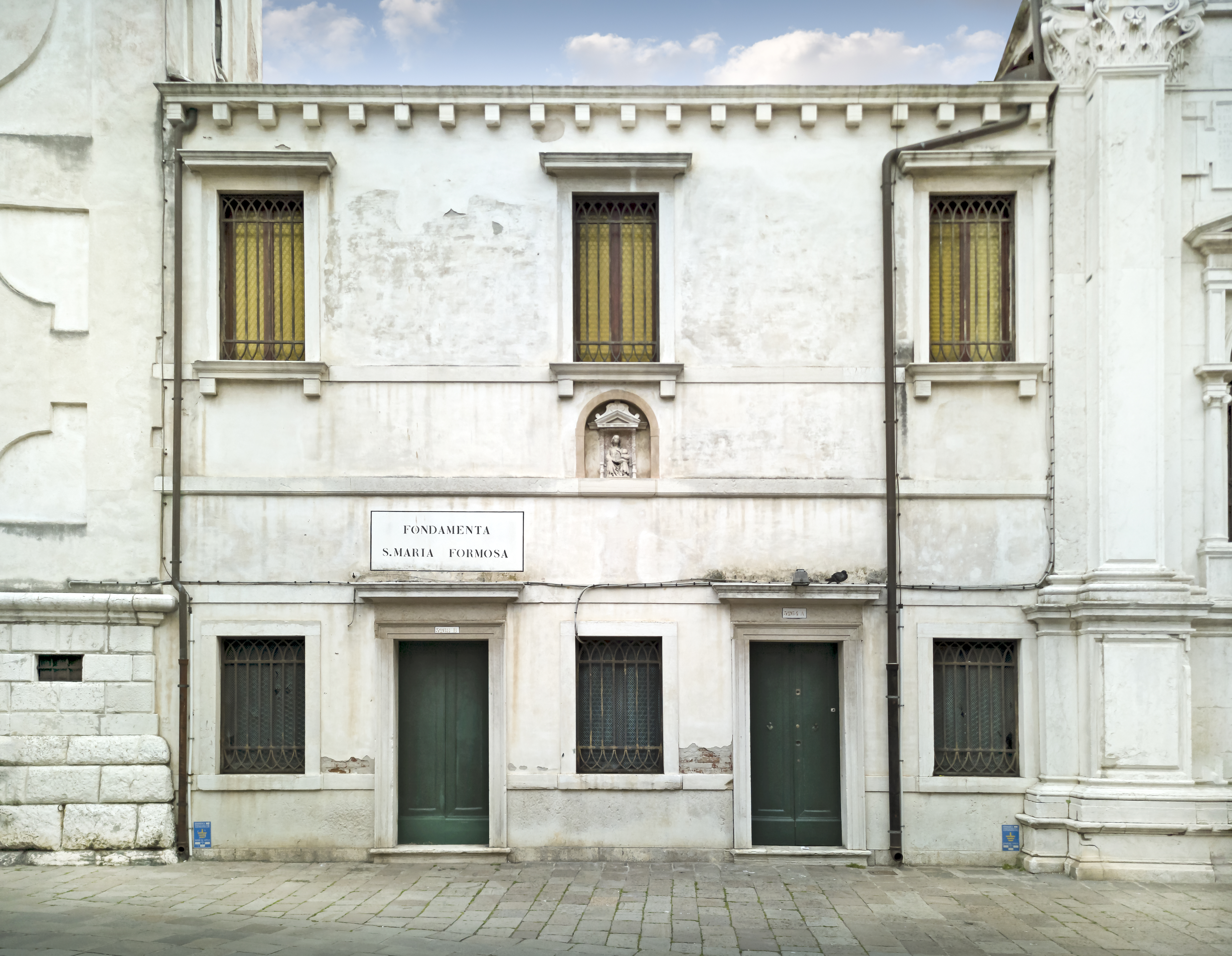
Sito delle due scuole dei Frutarioli e dei Casselleri (ora oratorio della Beata vergine della Salute) a sinistra della facciata della chiesa di Santa Maria Formosa

Finalmente il 28 aprile 1423 il consiglio autorizzò la scuola a cui potrà associarsi «zaschuno del dito mestier», senza pagamenti e solo per devozione. L'anno successivo riuscirono ad accordarsi anche con la parrocchia che concedeva loro di farsi un altare «bello e adorno a so bon piacer» ai cui piedi potevano ospitare la propria tomba. Inoltre potevano predisporre altre tre "arche" per le sepolture in quello che era allora il portico davanti alla chiesa (inglobato nel 1542 nel prolungamento della navata). 
Poterono anche costruire una propria sede a fianco della chiesa e accostata alla preesistente Scuola dei Casselleri con la facciata «tanto in fuore quanto fosse quello della Madonna Santa Maria Formosa» [che allora era più arretrata di oggi] «et de tanta longhezza […] possendo stroppar [coprire] la fenestra appresso la porta Sancta». 
Gli accordi col capitolo parrocchiale sottoscritti davanti al notaio Marcilian de Nardis l'11 febbraio 1425 prevedevano anche che per la scuola venisse celebrata una messa solenne ogni quarta domenica del mese, una messa ogni venerdì davanti al loro altare e una messa cantata per la ricorrenza di san Giosafat. La scuola doveva anche omaggiare il capitolo con 25 «boni e belli» meloni nel giorno di santa Marina, a questi dal 1517 si aggiungeranno 17 mazzi di asparagi e 104 carciofi. 

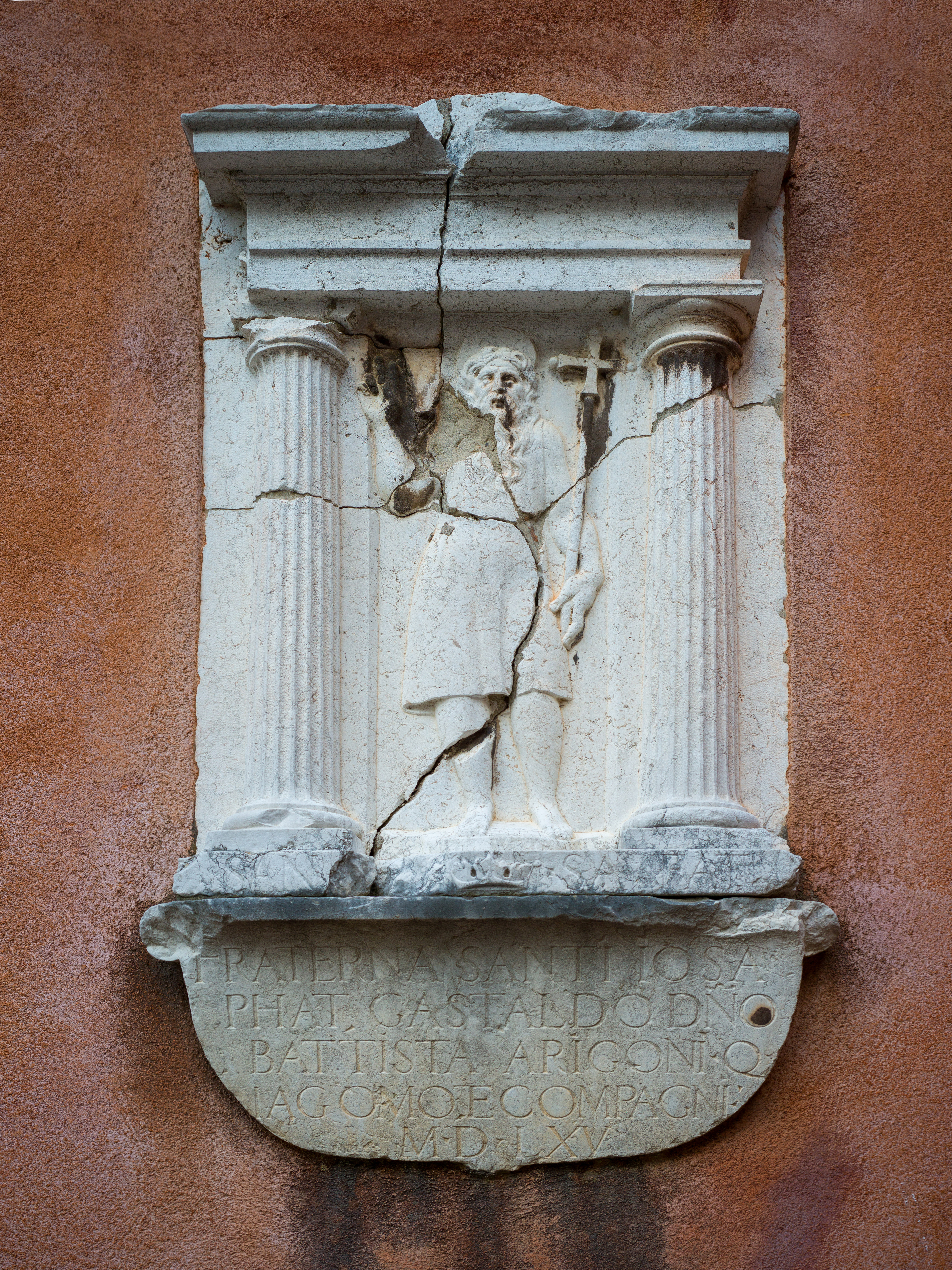
Edicola di San Giosafat del 1565, probabilmente erratica, in campo San Zaccaria

Resta una domanda irrisolta chi o cosa abbia indotto gli erbarioli  ad adottare come proprio il santo Iosafat re dell'India – che può anche creare qualche confusione con Giosafatte re di Giuda – un personaggio per nulla tradizionale nel culto dei santi non solo di Venezia ma anche dell'Europa occidentale, noto solo attraverso la Legenda Aurea e i suoi derivati e presente solo nell'iconografia orientale.
Ci sono note anche altre sedi e chiese di riferimento dei singoli colonnelli ma con scarse informazioni. Oggi è riconoscibile è un modesto edificio nella parte più orientale di Castello, alla fine della fondamenta San Gioacchin, allora in parrocchia di San Pietro: qualche lapide ancora lì murata fa supporre che fosse ad uso esclusivo del colonnello dei frutarioli. Gli erbarioli che avevano invece un altare anche nella chiesa dei Santi Filippo e Giacomo. I naranzeri avevano avuto un altare nella chiesa San Giovanni Grisostomo poi nel 1582 si erano trasferiti in quella dei Servi. Avevano in concessione dei magazzini sotto il palazzo dei Camerlenghi sul lato verso la chiesa di San Giacomo: la breve calle definita in questo spazio ne conserva la memoria col toponimo di Naranzaria.
Senz'altro l'insediamento più particolare della scuola fu l'ospedale eretto nel 1599 nella calle nota col solo nome di Casselleria, in vicinanza di Santa Maria Formosa. Un'istituzione abbastanza particolare per quei tempi, era infatti aperto anche ai maschi mentre in genere erano destinati a sole donne. Nato per ospitare i più poveri e gli anziani che col deposito qui delle mariegole ne diventavano anche i custodi. Conteneva anche un oratorio intitolato al santo protettore.
Per consolidare la funzione assistenziale i frutarioli costituirono un apposito sovvegno nel 1697 con funzione di un mutuo soccorso. Gli accordi col capitolo parrocchiale, separati da quelli dell'arte, stabilivano che venisse celebrata una messa solenne ogni terza domenica del mese ed una messa per i defunti ogni lunedì pagando 5 ducati ogni anno. Il sovvegno doveva garantire agli aderenti le visite mediche e un sussidio in caso di malattie croniche che nel 1734 dovette essere ridotto da 7 lire per settimana a 3 lire. 
La scuola aveva anche rilasciato una "tessera di carità" ai più poveri che garantiva aiuti di prima necessità dai confratelli. Si trattava di un cartoncino stampato da un lato con l'immagine del santo con la didascalia «S. Giosafat 1630» e dall'altro illustrato con una pera e la scritta «fruttaruoli». 
La scuola venne soppressa, come tutte le confraternite, per effetto dei provvedimenti napoleonici del 1806. Questo comportò non solo l'incameramento nel demanio dei beni immobili ma anche dei fondi destinati all'assistenza. Infine tutte le corporazioni delle arti, per altro duramente colpite dalla crisi dovuta alla carenza di materie prime a causa al blocco navale inglese, vennero definitivamente sciolte tra il 1806 e il 1808 per essere soppiantate dal regime di libero commercio. 

### Regole
Tutti i vari frutarioli erano soggetti ai "soprastanti ai mercati" che stabilivano e controllavano i prezzi calmierati e le eventuali incette attraverso il loro braccio esecutivo, i fanti. A questi era blandamente vietato ricevere omaggi (se non per il "proprio uso") per evitare episodi di corruzione. 
Le merci dovevano passare per San Marco o Rialto per pagare i dazi ed essere poi cedute ai rivenditori. Un provvedimento risalente al 1347 vietava ai fruttivendoli di «far compagnia assieme» ovvero creare "cartelli" per alterare il mercato. Se per i produttori che portavano i prodotti a Venezia le trasgressioni potevano comportare il sequestro del carico e anche della barca per i bottegai le irregolarità venivano calcolate a punti: raggiunto terzo punto i trasgressori perdevano la facoltà di esercitare il mestiere.

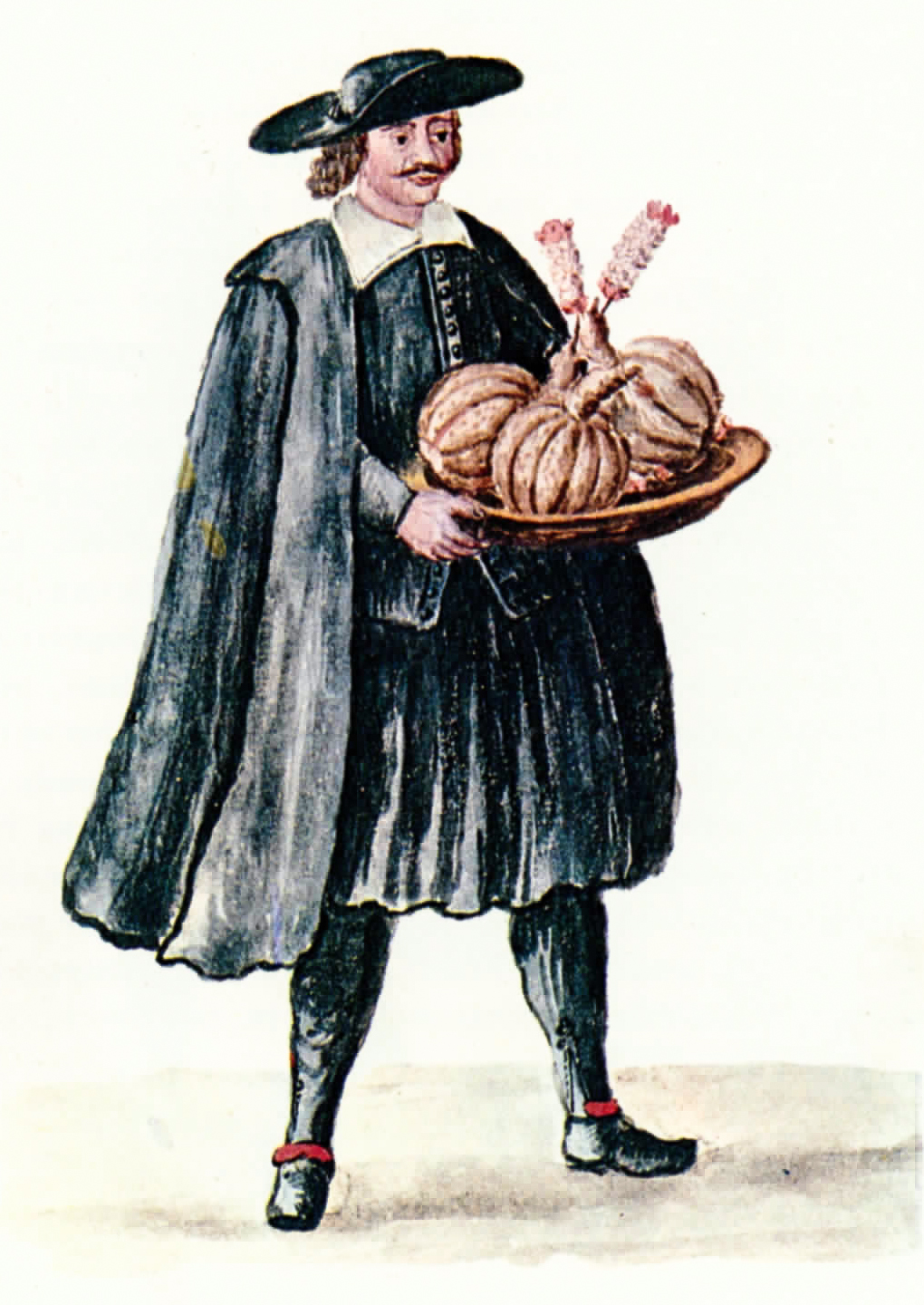
Giovanni Grevembroch, Vicario dei Fruttaroli, da Gli abiti de veneziani di quasi ogni età con diligenza raccolti e dipinti nel secolo XVIII, Venezia, Museo Correr; il vicario o vice gastaldo è qui rappresentato con una tenuta ufficiale per la Festa dei Meloni

I prodotti della terra venivano trasportati in barca dalle isole della laguna e litoranee ma anche da qualche orto in città. Gli agrumi venivano invece da più lontano e infatti si parla di marinai per il loro trasporto, marinai a cui era concesso di venderli al pubblico anche direttamente. Altra eccezione era riservata ai pescaori de san Nicolò che potevano "automaticamente" aver licenza di vender frutta e verdura. Un altro prodotto che i frutarioli potevano normalmente vendere erano le uova, contingentate però al numero massimo di 300 pezzi. 
Più ristretta era la possibilità di vendere oggetti in vetro di uso comune (bottiglie e bicchieri come quelli visibili in basso al centro dell'insegna del 1508), mentre il commercio di quelli di maggior pregio era riservato ai più floridi stazonieri che vende vero che, a Sant'Angelo, avevano una propria autonoma scuola dedicata a sant'Antonio.
La scuola dell'arte era governata dal gastaldo affiancato da due vice gastaldi (un uso eccezionale tra le scuole veneziane): uno era addetto ai prodotti freschi e l'altro ai prodotti secchi. Una deliberazione del collegio dei Cinque Savi alle Mariegole del 1586 impose la nomina di un terzo vice gastaldo come supplente.
Nei documenti in appendice al suo libro sulle arti edificatorie Agostino Sagredo ci informa sulla consistenza delle varie arti veneziane nel 1733.  Per quanto riguarda i fruttivendoli esistevano allora 122 botteghe di erbarioli tenute da 122 capimastri con in totale 5 lavoranti e 3 garzoni; 382 botteghe di frutarioli (con 382 capimastri, 58 lavoranti e 48 garzoni); 127 botteghe di naranzeri, (con 127 capimastri, 16 lavoranti e 16 garzoni). Si trattava insomma di piccole ma numerose attività gestite al massimo da due persone. Il garzonato (seguito dal passaggio al ruolo di lavorante) era necessario per poter aprire un'attività o eventualmente succedervi. Soltanto ai pescaori de San Nicolò era consentito l'accesso all'arte e alla scuola senza uno specifico garzonato.
Un provvedimento particolare del 1617 riguardava il Ghetto dove oltre ai negozi di alimentari gestiti da ebrei, si pensi ovviamente alle macellerie, che versavano le tasse attraverso la comunità, esistevano anche alcuni erbarioli cristiani. A questi fu ordinato di adeguarsi alle consuetudini e rispettare i precetti israelitici chiudendo le botteghe e uscendo dal ghetto il venerdì sera «compita che sarà di sonare la terza tronbetta (sic)  […] né vender più ad alcun hebreo»

### Tradizioni

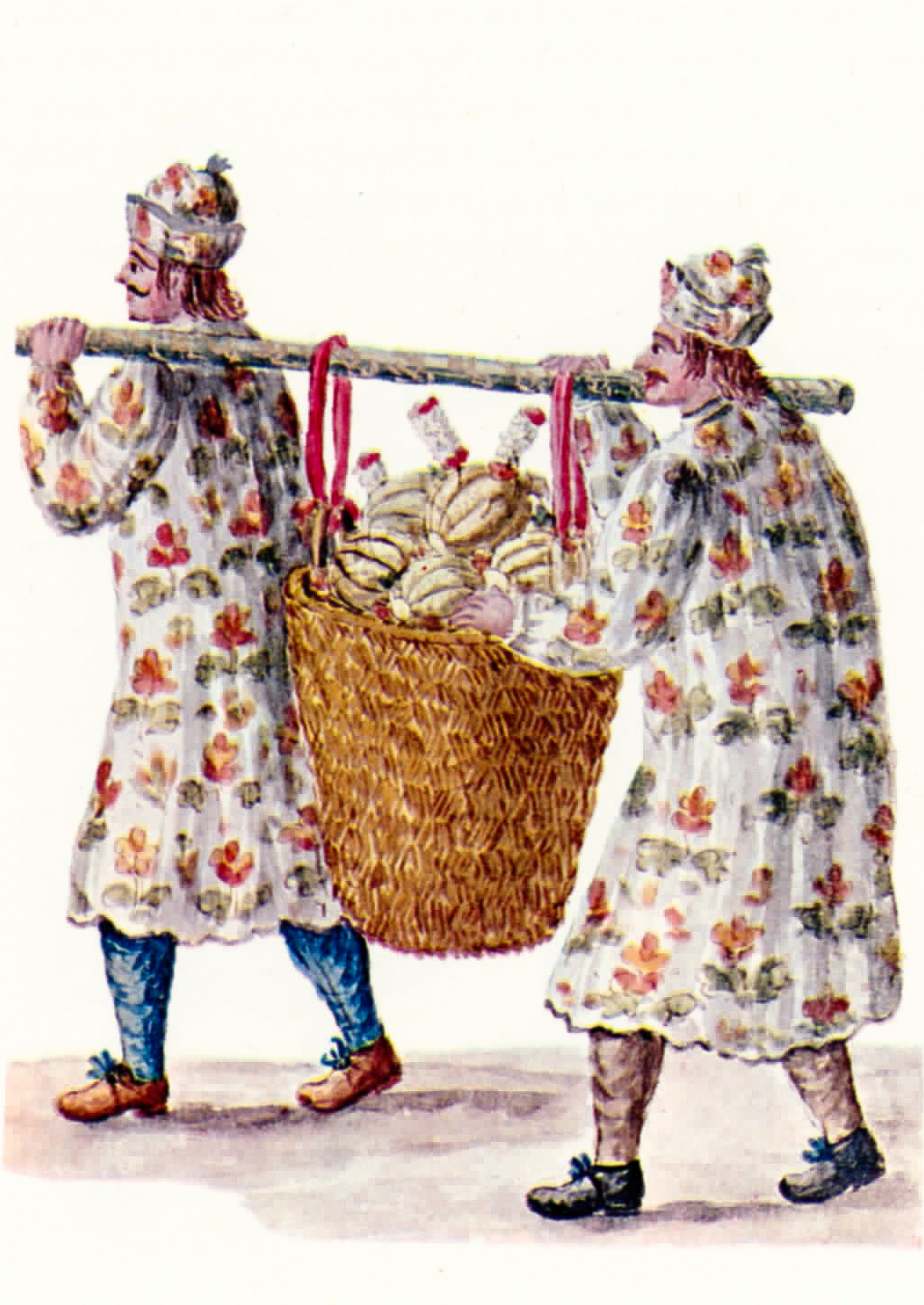
Giovanni Grevembroch, Fruttaroli, da Gli abiti de veneziani …, Venezia, Museo Correr; sono qui rappresentati due facchini con la corba dorata piena di meloni con il costume stampato a fiori per la Festa dei Meloni

Tradizione orgogliosa dei frutarioli era festa dei meloni. Venne iniziata nel 1405 quando il neo eletto doge Michiel Steno aveva definitivamente ricomposto delle perniciose liti tra colleghi delle arti e da allora veniva celebrata in un giorno di agosto dell'anno di elezione di un nuovo doge. I frutarioli si radunavano in campo Santa Maria Formosa, dove avevano esposto il giorno prima i loro meloni con le decorazioni floreali (secondo quanto narra per esempio la Nuova Veneta Gazzetta del 14 agosto 1762) e di lì s'incamminavano processionalmente passando per San Lio e San Bortolomio in modo da imboccare il rituale percorso delle Mercerie e attraversata la piazza San Marco salire nel Palazzo Ducale. Il corteo, composto con qualche occasionale variante, era immancabilmente aperto da dei mazzieri che portavano dei bastoni dipinti di verde con fili d'oro e con le insegne del nuovo doge seguivano immediatamente quattro trombettieri e tre tamburini vestiti di bianco e rosso con la sigla della confraternita sul petto e gli stendardi delle arti che precedevano quattro portantini reggenti la statua di san Giosafat. Poi due ragazzini con mazzi di fiori accompagnavano le massime cariche della scuola capeggiate del gastaldo dei Nicolotti. Nella festa dell'agosto 1789 per l'elezione di Daniele Manin, ultimo doge di Venezia e ultima occasione della festa, la Gazzetta Urbana Veneta descrive che dopo i primi 40 frutarioli che coprivano ruoli di qualche rilevanza nella scuola ne seguivano altri 80, ciascuno con un grande melone e tutti disposti con fiori su bacili d'argento messi a disposizione dal Magistrato alle Ragion Vecchie, poi seguivano «quattro gran corbe dipinte ed inargentate piene delle frutta stesse, sostenute su grosse mazze da nerboruti facchini in bizzarro teatral vestiario» e il corteo si chiudeva con gli altri confratelli accompagnati dal «suono allegro di vari strumenti da fiato». Al palazzo venivano ricevuti dal doge che accettati i doni li ricambiava con otri di vino moscato, forme di formaggio, prosciutti, ossocolli, lingue salmistrate, pani e bussolai. I frutarioli tornavano poi alla loro scuola per la via più breve a festeggiare consumando gli omaggi del doge, mentre questi faceva distribuire l'enorme quantità di meloni ai dignitari e ai funzionari di palazzo.

## Descrizione
Delle strutture fisiche della scuola rimane qualche persistenza oltre alle testimonianze storiche e alle documentazioni d'archivio.

### Insegna dell'arte
L'insegna dell'arte veniva lasciata in deposito al Palazzo dei Camerlenghi dove risiedevano i magistrati che controllavano i vari mestieri e dove forse fungeva da testata per le bacheche delle comunicazioni ufficiali. Questa dei frutarioli fa parte di un gruppo di 44 insegne salvate dallo smaltimento poi depositate e, in parte, esposte al Museo Correr. La tavola, del 1508, si presenta con uno stile che ricorda la xilografia piuttosto che la pittura, definita da com'è da marcati contorni e poche sfumature di colore. Si presenta con effigiato in testa il leone marciano affiancato dall'immagine del protettore san Giosafat e dallo scudo del doge Leonardo Loredan; verso l'esterno sono gli emblemi dei magistrati allora in carica: a sinistra Bartolomeo Civran e Nicolò Zorzi, a destra Nicolò Lion e Vettor Malipiero. Nella fascia inferiore un fregio che intervalla ghirlande di fiori e frutta a teste di cherubino fa da corona ad una rassegna di ogni mercanzia disponibile presso i frutarioli con le due scene di lavoro della pesatura e consegna di frutta e del trasporto di zucche e meloni su una barchetta a remi. Le due fasce sono divise dall'iscrizione «1508 adì 25 mazo s[er] Cristofalo de Ambruoxo Castaldo sta a San Moixé Avichario s[er] Damian / de Michel sta a San Nicholò scrivan s[er] Antonio de Vivian narancer a San Beneto e c[om]pagni».

### Scuola

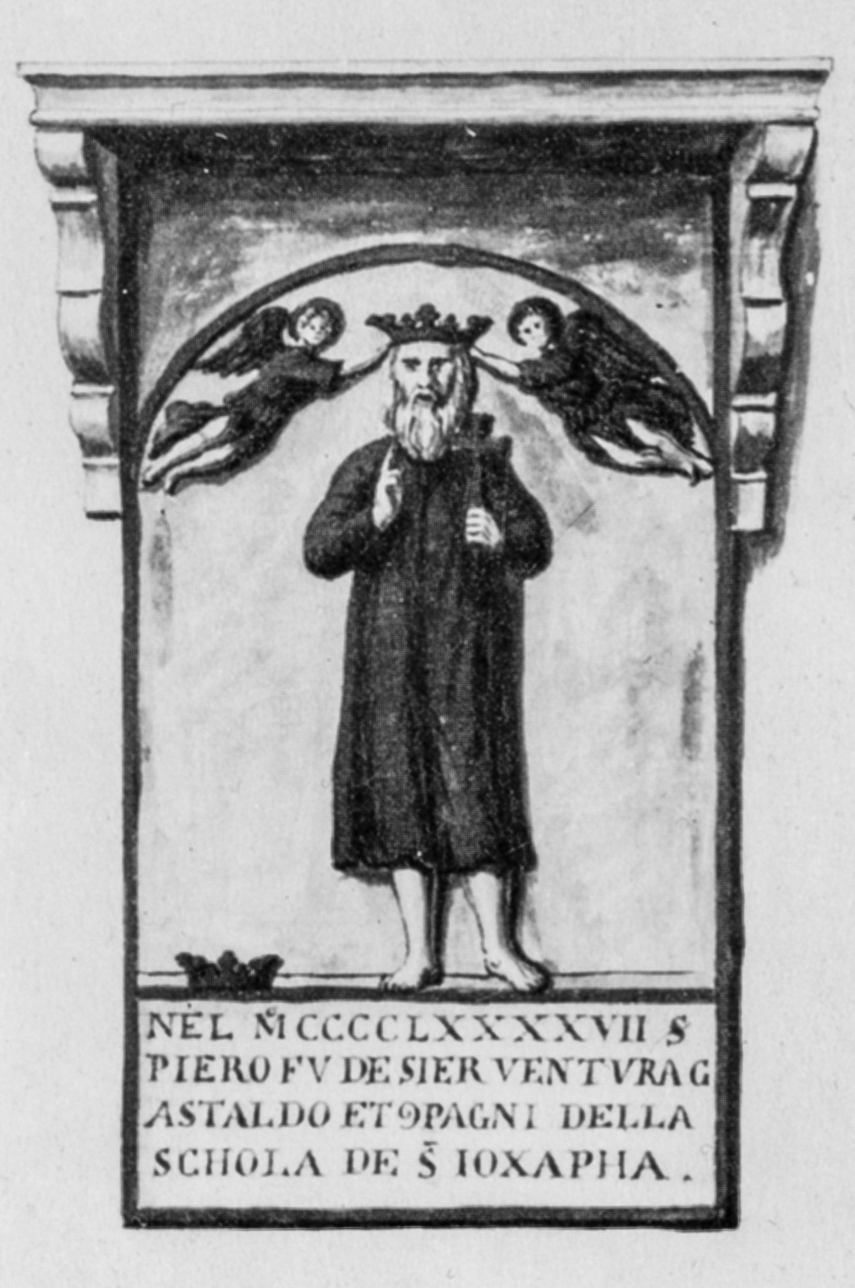
Giovanni Grevembroch, Effige di san Ioxaphat, già sulla facciata della scuola, da Monumenta Veneta ex antiquis ruderibus (manoscritto Gradenigo Dolfin 228), Venezia, Museo Correr

Dell'edificio della scuola ci restano soltanto alcune notizie storiche in quanto, ormai ridotta ad un uso profano, colpita da un fulmine era stata distrutta dall'incendio conseguente e poi ricostruita dalle fondamenta nel 1833 per ospitarvi il nuovo oratorio parrocchiale dedicato alla Madonna della Salute. Apprendiamo da Boschini (1674), ripreso poi da Zanetti (1733), che la sala terrena era ornata di «quadretti concernenti la vita, & Passione di Christo» opera di Alvise dal Friso. Giovanni Grevembroch (1731-1807) ci ha lasciato la documentazione grafica di un bassorilievo in facciata ben descritto dal Tassini (1885) che lo ricorda «coll’anno 1497, rappresentante S. Giosafatte, re dell’india, che tiene ai suoi piedi la corona terrestre, ed è cinto da due angeli della corona celestiale». 

### Altare
L'altare assegnato alla confraternita era quello della prima cappella a sinistra della navata. Rinnovata la dedicazione al Sacro Cuore di Maria nei primi decenni dell'Ottocento, porta da allora tre tele di Lattanzio Querena (1830 circa). Della primitiva configurazione resta il paliotto con le ingenue sculture di tre graziosi putti a sorreggere la mensa; a rappresentare l'identità dei tre colonnelli ciascuno reca un cesto colmo di prodotti della terra: ortaggi per gli erbarioli, varia frutta per i frutarioli e ben riconoscibili agrumi per i naranzeri. 

Putti reggi mensa dell'altare dei frutarioli
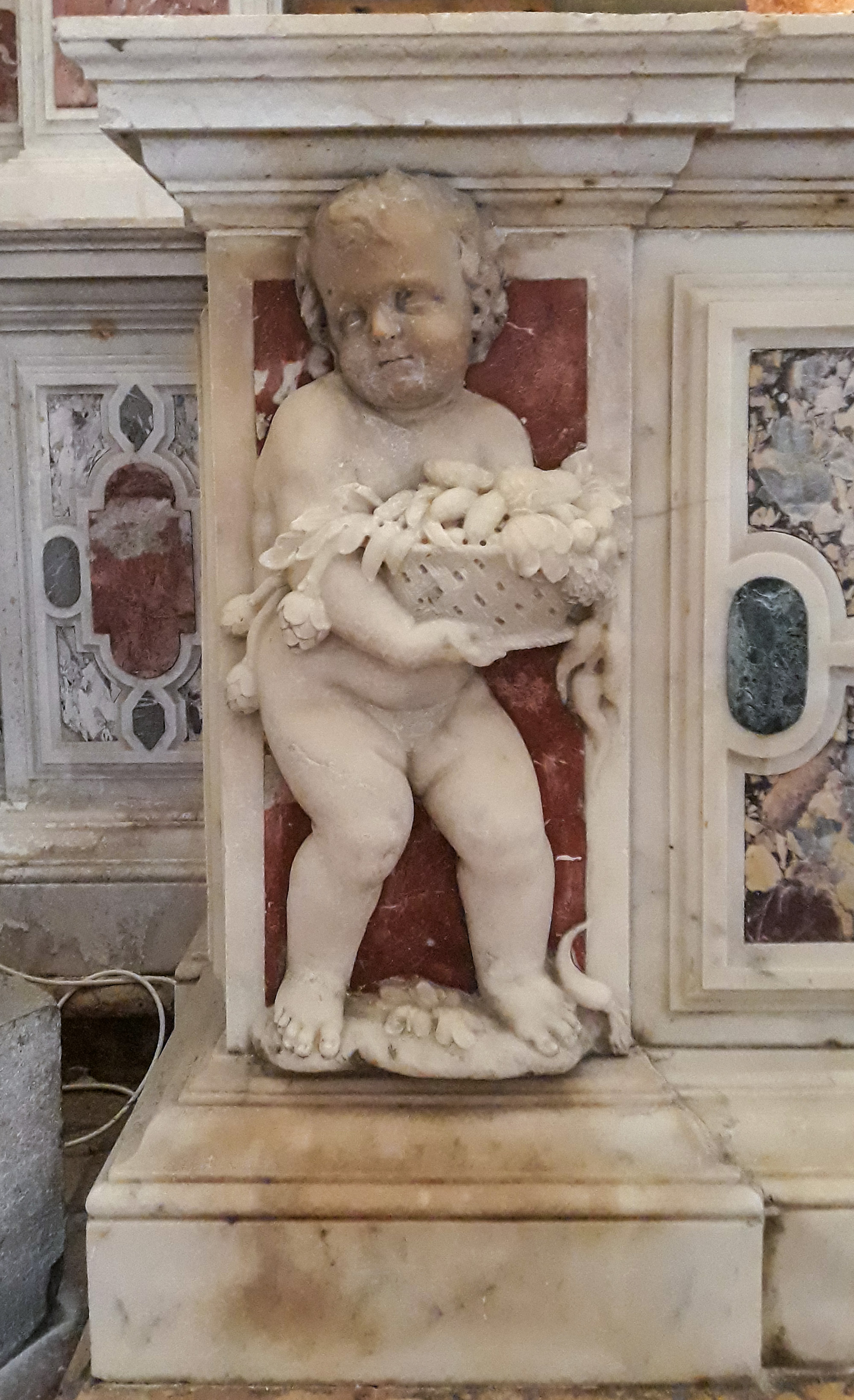
Erbarioli
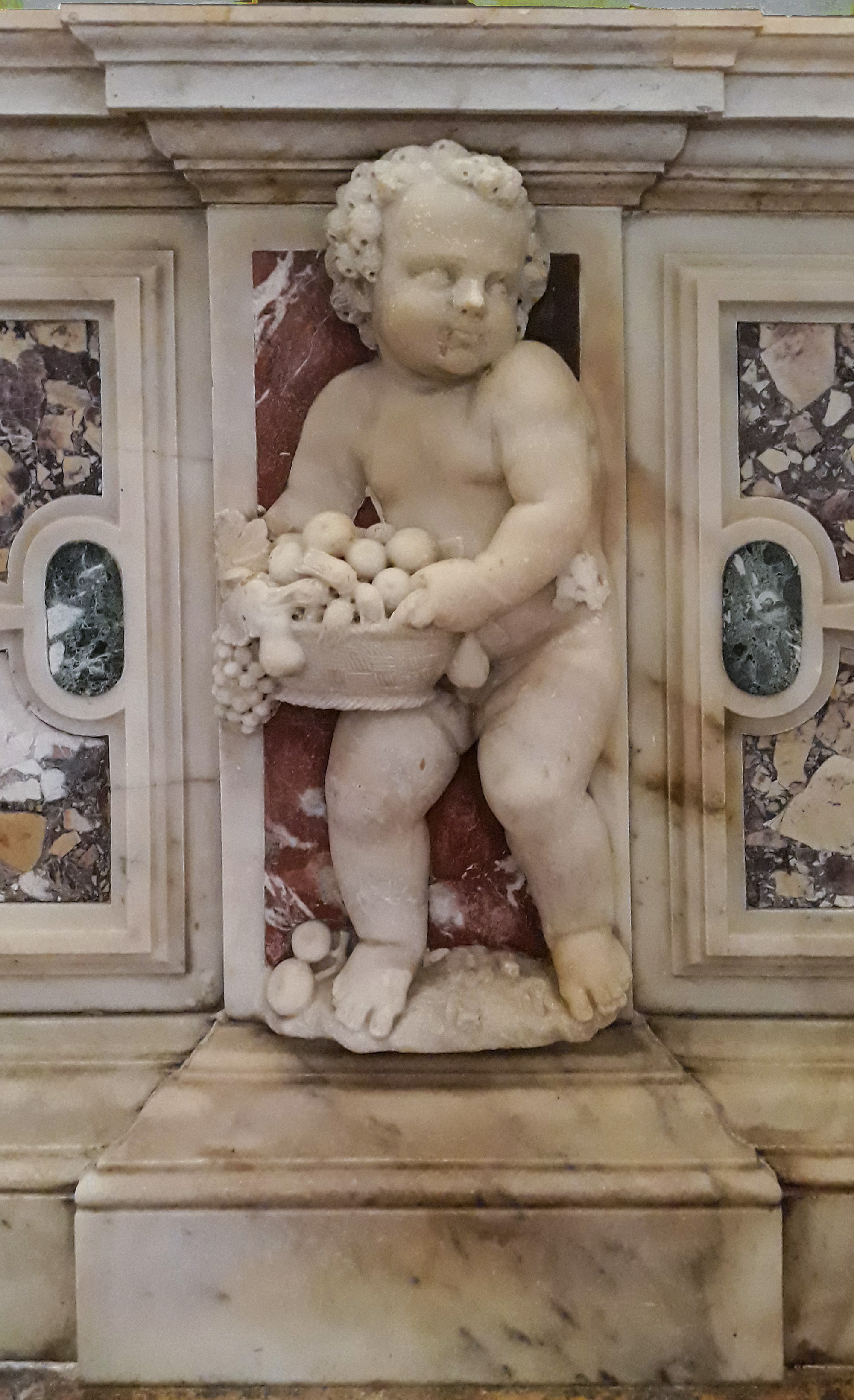
Frutarioli
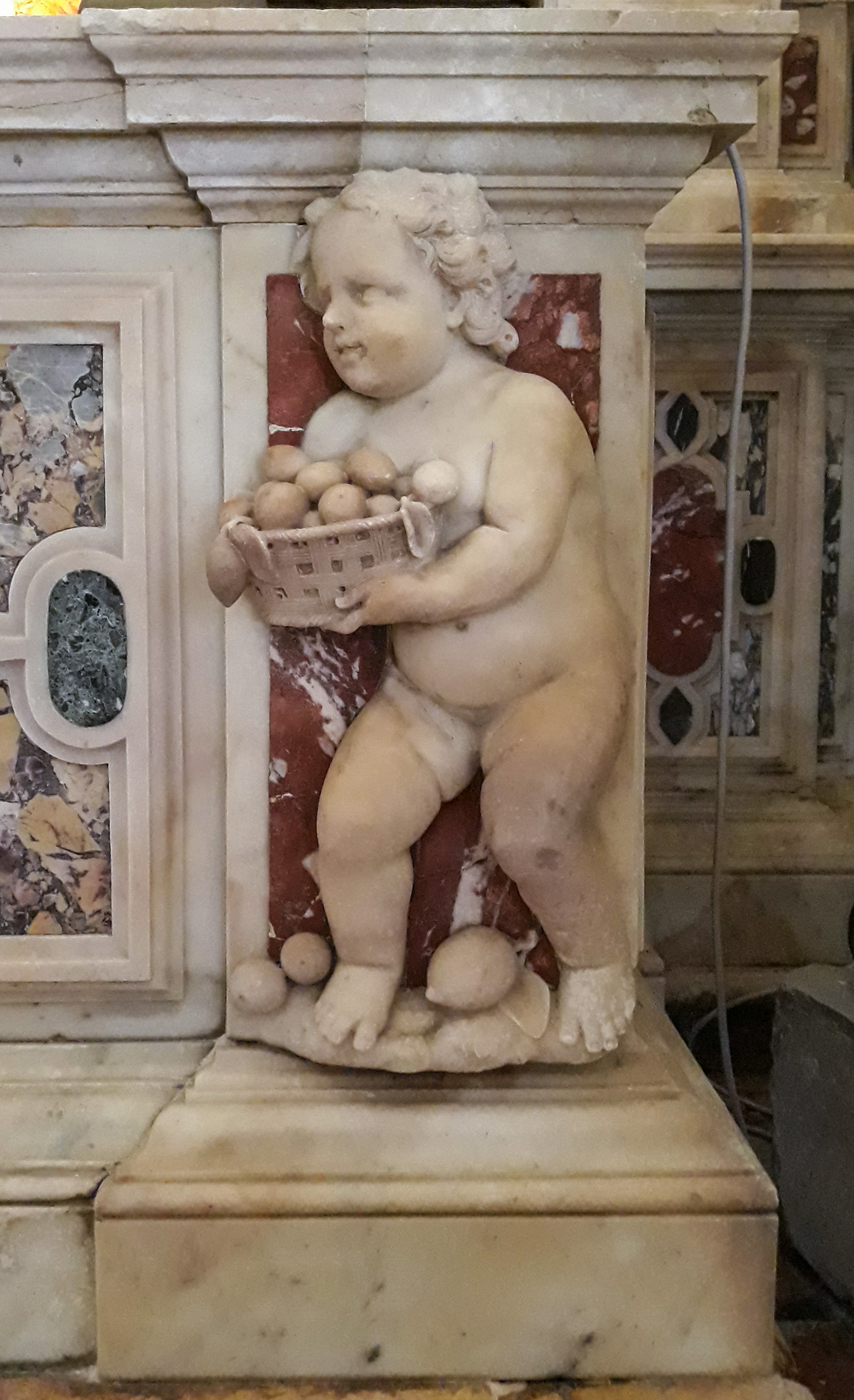
Naranzieri

Unica informazione sull'assetto originario della struttura superiore tripartita da colonne è Moschini (1815). Il letterato ci ricorda, con il suo severo giudizio anti barocco dettato dal classicismo ormai in auge, «tre statue di marmo che rappresentano s. Sebastiano, s. Giosafatte, e s. Lorenzo Giustiniani; opere da non pregiarsi del secolo XVII».  Statue che non venivano riportate, proprio in quanto sculture, dalle precedenti guide di Boschini e Zanetti, devote soltanto alla pittura. Due sculture, ora sicuramente attribuite a Girolamo Campagna, furono spostate nella ristrutturata cappella di San Lorenzo, la prima a destra della maggiore, scartando la statua di san Giosafatte: Cicogna (1843) ci informa della sua eliminazione nello stesso periodo in quanto risultava molto rovinata.

### Ospedale
Il complesso di edifici dell'ospedale dei frutarioli è ancora parzialmente leggibile dall'esterno e accessibile dalla Casselleria attraverso sotoportego dei frutarioli marcatp sull'architrave dal sigillo marmoreo della compania: le iniziali IO e una corona. Di qui si passa alla corte dei frutarioli, spazio in comune tra alcuni appartamenti della scuola e il blocchetto dell'ospizio affacciato sul ramo del rio del Mondo Novo de che s'immette sul rio di Palazzo. All'interno della corte un grande portale seicentesco con mascherone in chiave di volta ed elevato da qualche gradino segna l'accesso a quello che era lo scomparso oratorio di San Iosafat. I rilievi pubblicati nel 1983 mostrano, ancora riconoscibile nonostante i rimaneggiamenti, la partizione in 19 stanze del blocchetto destinato ad ospizio. 

### Sede a San Pietro di Castello
Dell'edificio posto alla fine della fondamenta San Gioacchino non si conosce sicuramente la funzione, forse una sede secondaria per il solo colonnello dei frutarioli. Sulla struttura altrimenti disadorna, ora abitazione privata, appaiono comunque alcuni elementi lapidee a testimoniarne la proprietà della scuola: sopra la porta c'è ancora un lapide attualmente illeggibile e sul lato verso il canale è un piccolo bassorilievo con l'effigie molto consunta di san Giosafat; a fine Ottocento era ancora possibile leggervi l'iscrizione «In tempo de m. Bortolo Da Martin gastaldo de l'arte de frutaroli et agionti l'ano 1611».